# Kellerjoch
Il Kellerjoch (2.344 m s.l.m.) è una montagna delle Prealpi del Tux nelle Alpi Scistose Tirolesi. Si trova in Tirolo (Austria).

## Caratteristiche
La montagna si trova sopra la valle dell'Inn nei pressi di Schwaz.